# Facundo Tello
Facundo Raúl Tello Figueroa (Bahía Blanca, provincia de Buenos Aires; 4 de mayo de 1982) es un árbitro de fútbol argentino, que dirige en la máxima categoría de su país desde 2013. Desde 2019, es árbitro internacional representando a la Argentina, convirtiéndose en el primer colegiado bahiense en conseguir dicha distinción.

## Carrera
Tello debutó en la máxima categoría del fútbol argentino con tan solo cuatro partidos en la segunda división, en el partido Godoy Cruz y Vélez Sarsfield, en la decimocuarta fecha del Torneo Final 2013. El árbitro bahiense, quien pertenece a la Asociación Bahiense de Árbitros, hizo sus primeros pasos en torneos de la Asociación del Fútbol Argentino a partir de 2011, cuando debutó en el por entonces Torneo Argentino A.
Ya asentado en la Primera división, Tello arbitró el primer superclásico de verano de 2018, con victoria de los Millonarios por 1-0. Por otro lado, ese mismo año, el colegiado fue designado para arbitrar en la final de vuelta que definió el segundo ascenso a la Superliga 2018-2019, entre San Martín de Tucumán y Sarmiento, con victoria de los tucumanos por 5-1.
En 2019, año que ingresó a la nómina de árbitros internacionales, Tello fue designado por la Conmebol como árbitro de soporte para el Campeonato Sudamericano Sub-20 en Chile, junto a sus compatriotas Fernando Rapallini, Ezequiel Brailosky y Gabriel Chade.
En noviembre de 2022, el árbitro fue noticia mundial al haber acumulado un total de 10 expulsiones en un solo partido, durante el encuentro entre Boca Juniors y Racing Club por el Trofeo de Campeones.

## Estadísticas
| Competición                                  | Organizador | Años      | PD  | Amonestado | Prom. | Expulsado | Prom. |
| -------------------------------------------- | ----------- | --------- | --- | ---------- | ----- | --------- | ----- |
| Primera División de Argentina                | AFA         | 2013–     | 129 | 676        | 5,12  | 51        | 0,48  |
| Primera B Nacional                           | AFA         | 2013–2019 | 76  | 395        | 5,18  | 38        | 0,51  |
| Copa Argentina                               | AFA         | 2013–     | 13  | 49         | 4,12  | 8         | 0,37  |
| Trofeo de Campeones                          | AFA         | 2022–     | 1   | 7          | 7,00  | 10        | 10,00 |
| Copa Conmebol Libertadores                   | CONMEBOL    | 2019–     | 19  | 85         | 4,47  | 3         | 0,15  |
| Copa Conmebol Sudamericana                   | CONMEBOL    | 2019–     | 10  | 40         | 4,00  | 2         | 0,20  |
| Copa de Naciones Árabe                       | UAFA-FIFA   | 2021–     | 3   | 10         | 3,33  | 1         | 0,33  |
| Totales                                      | Totales     | Totales   | 251 | 1.262      | 5,03  | 113       | 0,45  |
| Datos actualizados al 9 de noviembre de 2022 |             |           |     |            |       |           |       |

Fuente: worldfootball.net